# Sopas de Asia

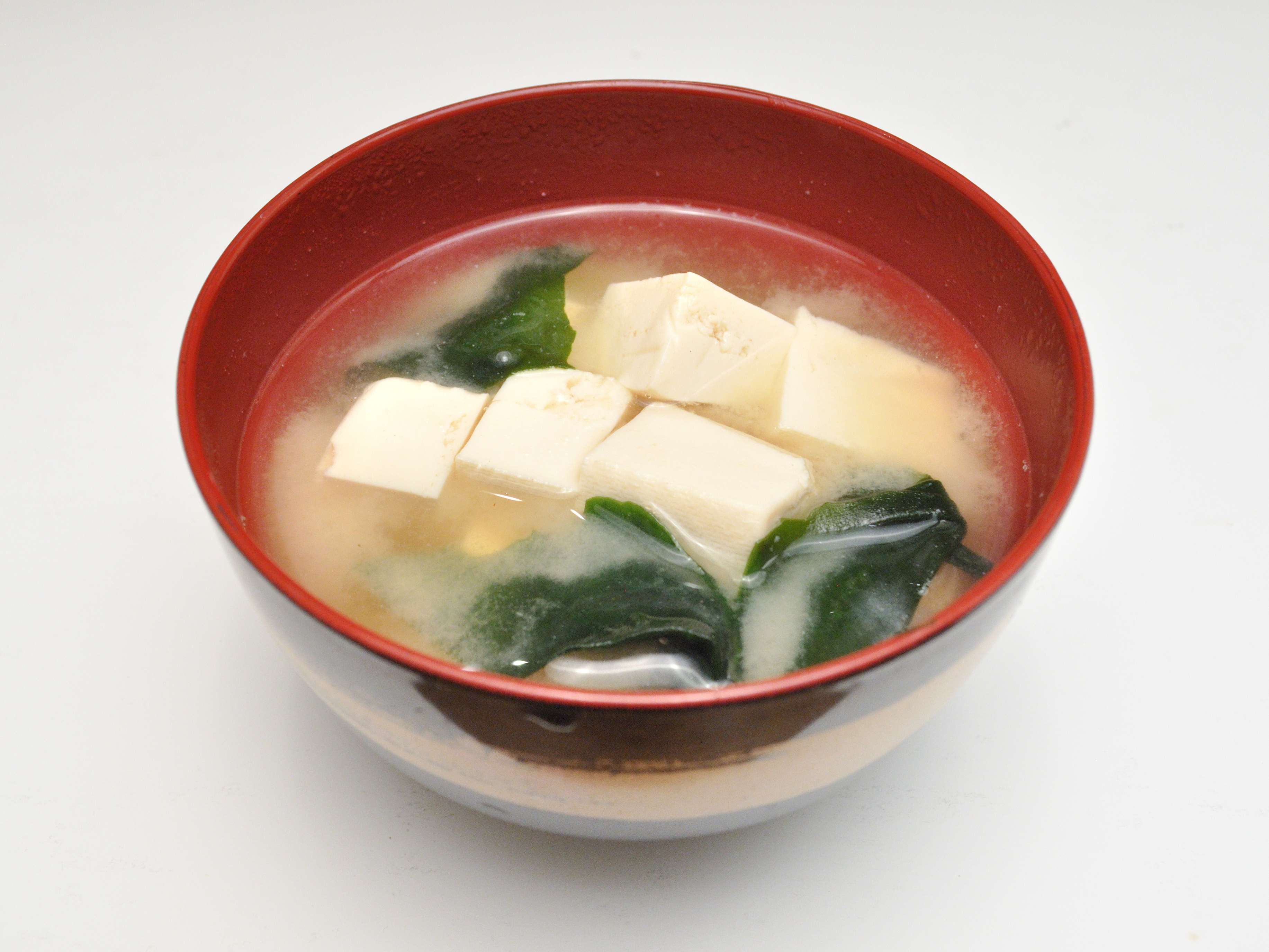
Un cuenco de sopa de miso

Las sopas asiáticas son sopas preparadas y consumidas tradicionalmente en las culturas de Asia Oriental. Estas sopas suelen estar basadas únicamente en caldos y carecen de productos lácteos, como leche o crema. Para espesarlas suelen usarse almidones refinados de maíz o batata.
Las sopas asiáticas suelen clasificarse en saladas o dulces. La calidad de una sopa salada viene dada principalmente por su aroma y sabor umami o xian, además de, en menor grado, por su textura en boca. Las sopas dulces como el tong sui se disfrutan por su aroma, textura en boca y regusto. Muchas sopas se comen y beben tanto por su sabor como por sus beneficios para la salud y sus supuestos efectos revitalizadores o fortalecedores.

## Bases de sopa tradicionales
Debido a que muchas sopas asiáticas se toman como uno de los platos principales de una comida o en algunos casos se sirven solas con poco adorno, se presta atención especial a su caldo. En el caso de algunas sopas, los ingredientes del caldo pasan a formar parte de ellas.

### China
Hay tres tipos básicos de caldos para sopa en la gastronomía de China:

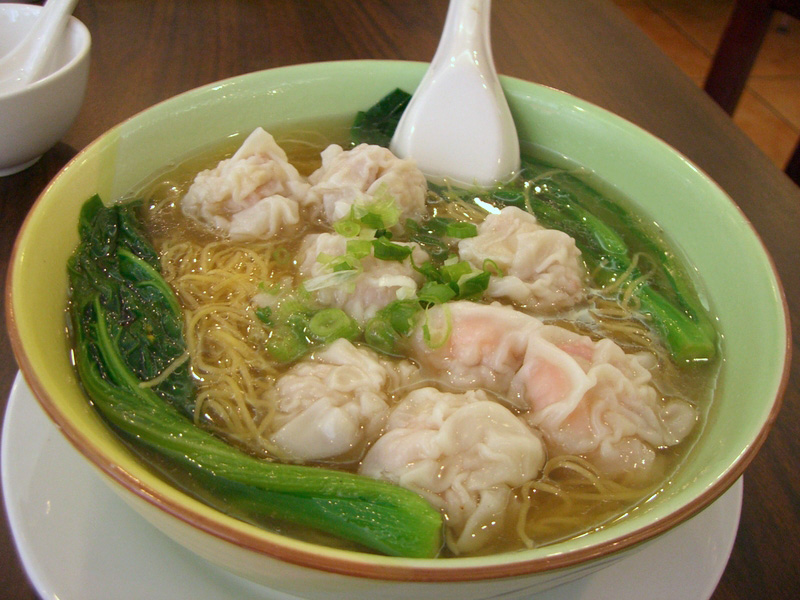
Un cuenco de sopa de fideos wonton

- Caldo superior (en chino tradicional, 上湯; en chino simplificado, 上汤): Un caldo canela oscuro hecho de jamón de Jinhua y pollo. Este caldo rico con sabor a umami se emplea en la creación de muchas sopas caras, como la sopa de aleta de tiburón.
- Pollo (雞湯, 鸡汤): Es el caldo básico usado en la elaboración de la mayoría de las sopas chinas. El caldo básico se refuerza algunas veces con raíz de regaliz, goji y otras hierbas chinas.
- Caldo blanco (白湯, 白汤): Hecho de huesos de cerdo ligeramente escaldados que se cuecen durante varias horas, creando un caldo blanco lechoso. Este caldo tiene una textura en boca rica, y se usa a menudo en sopas de ramen.

### Japón
Conocidas colectivamente dashi, la mayoría de las bases de sopa japonesas se condimentan principalmente con kombu (kelp) y katsuobushi (bonito rallado o en escamas).
- Kelp: el kelp (kombu) se remoja en agua tibia o se cuece a fuego lento para obtener un caldo ligero.
- Niboshi: hecho remojando o cociendo sardinas secas (niboshi) en agua.
- Bonito rallado: se cuecen virutas de bonito rallado seco (katsuobushi) para liberar su sabor umami.
- Mezcla: la mayoría de los dashi se hacen elaborando caldo de kelp y añadiendo bonito rallado a ese caldo. Ocasionalmente, se añade mirin para mejorar más el sabor del caldo.

Se añade más de la sopa en el caldo al terminar, según la tradición

### Corea

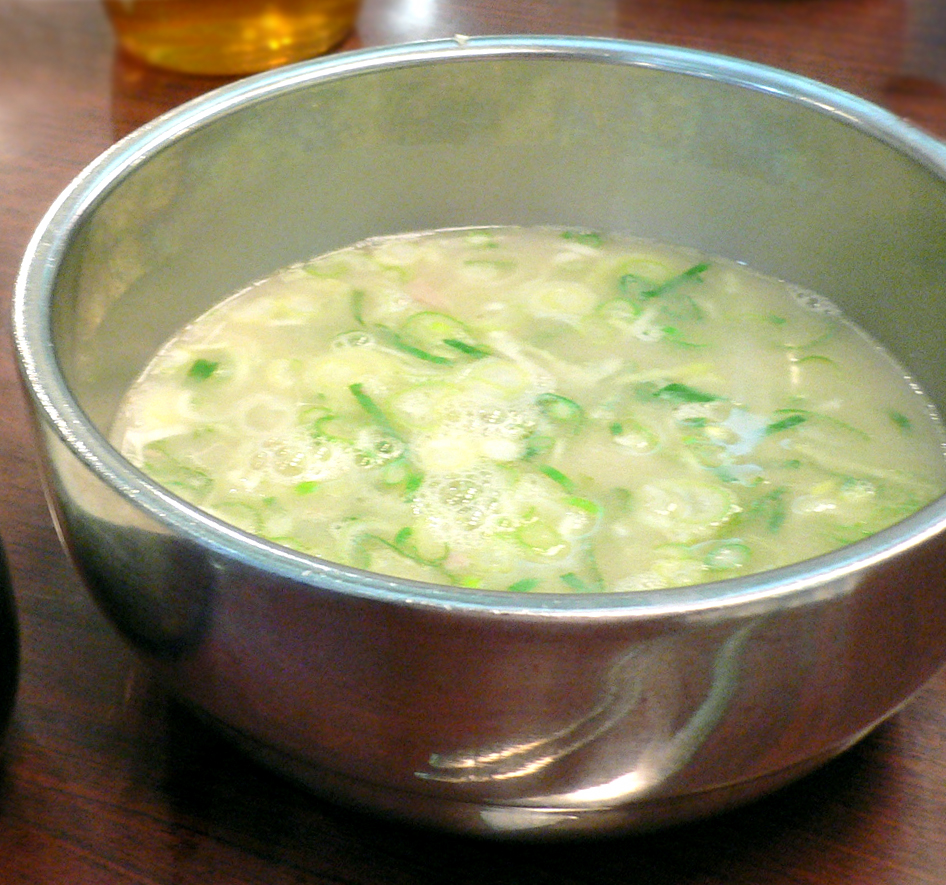
Un tazón de seolleongtang

- Seolleongtang (설렁탕): una sopa clara blanca lechosa elaborada cociendo lentamente rabo de buey y huesos. Se cree que tiene cualidades restauradoras.
- Galbitang (갈비탕): hecho de costillas de vaca cocidas.

## Sopas
Las bases de sopa se usan para cocinar una amplia variedad de sopas.

### Cocina chino-estadounidense
Algunas de las sopas más populares de los restaurantes sino-estadounidenses son la sopa de huevo, la sopa agripicante, la sopa de wonton y la sopa de pollo y maíz.

### Corea
- Yukgaejang (육개장): ternera y pimiento cocidos, con fideos celofán. Caliente y picante.
- Miyeok guk (미역국): hecha de ternera cortada cocida y miyeok (wakame). Se creen que es buena para los vasos sanguíneos y el corazón. Los coreanos la toman tradicionalmente en las fiestas de cumpleaños, o cuando una mujer da a luz.

### Vietnam

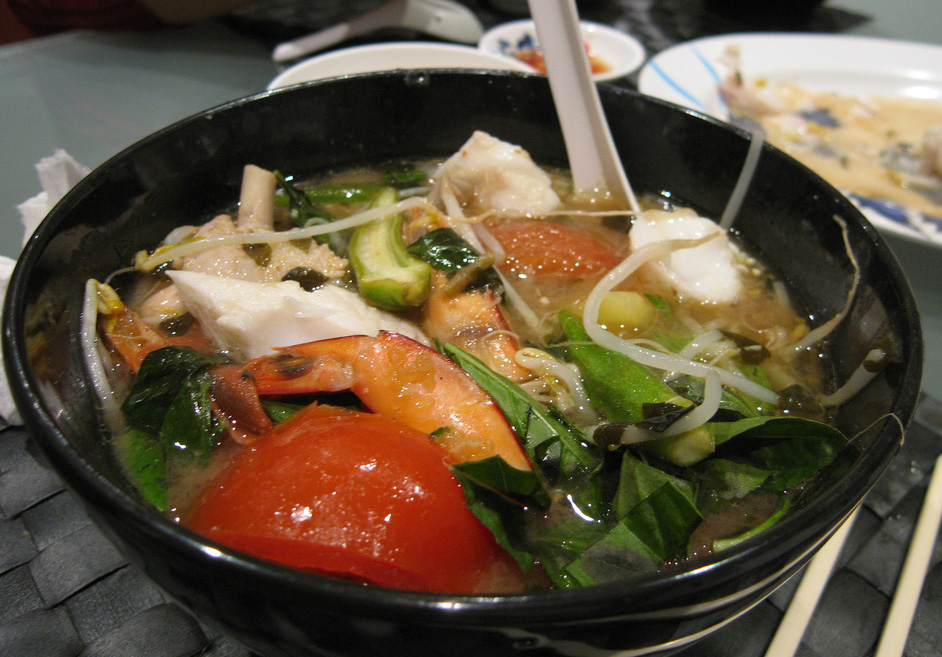
Un cuenco de canh chua

En la gastronomía de Vietnam hay dos grupos básicos de sopa: con fideos y simple (canh).
Las sopas de fideos, que se toman tanto para desayunar como para cenar, incluyen el phở, los vermicelli de arroz (bún bò huế, bún mọc, bún ốc, bún riêu cua, bún suông, etcétera), el mì (mì Quảng en la provincia de Quảng Nam), el bánh canh, el bánh đa cua (en la provincia de Hải Phòng), el nui y el hủ tiếu.
Las sopas simples, que son claras y parecidas a un caldo, se suelen hacer de verdura y especias, y se toman habitualmente en comidas y cenas normales. Estas sopas incluyen el canh cua rau đay y el canh chua cá lóc.
También hay una sopa dulce y espesa, parecida a las gachas, llamada chè.

### Sopas medicinales
Muchas sopas asiáticas se toman como reconstituyentes y están estrechamente relacionadas con teorías de la medicina china tradicional. Hay muchas variedades de estas sopas medicinales, que van de un sabor acre a uno ligero, y de salado a dulce. Algunas sopas del mismo nombre pueden tener recetas diferentes según las preferencias o diferencias regionales. Estas sopas suelen contener una o más carnes (típicamente cerdo o pollo), verdura o hierbas medicinales.
Las hierbas usadas más comúnmente, que se creen suavemente fortalecedoras, restauradoras o estimuladoras de las defensas en la naturaleza, incluyen el ñame chino, el huáng qí, dang shen, dong quai, goji y azufaifo. El ginseng y el língzhī se usan menos frecuentemente debido a su relativamente alto precio.
Existen muchas recetas concretas de sopas medicinales usando otras hierbas. Algunas de las más conocidas son:
- Siwu tang (en chino tradicional, 四物湯; en chino simplificado, 四物汤; literalmente, ‘sopa de cuatro sustancias’), con dong quai (當歸/当归), peonía china (芍藥/芍药), chuan xiong (川芎) y dìhuáng (地黃/地黄).[2]
- Sishen tang (en chino tradicional, 四神湯; literalmente, ‘sopa cuatro divinidades’), normalmente cocinada con callos de cerdo cortado fino y conocida entonces como Sishen zhudu tang (en chino tradicional, 四神豬肚湯; en chino simplificado, 四神猪肚汤; literalmente, ‘sopa de estómago de cerdo cuatro divinidades’).[3]
- Liuwei tang (en chino tradicional, 六味湯; en chino simplificado, 六味汤; literalmente, ‘sopa seis sabores’), una sopa dulce usada para limpiar la calentura. Los ingredientes que puede incluir son: Schizonepeta (荊芥), Saposhnikovia divaricata (防風/防风), campanilla china (桔梗), gān cǎo (甘草), gusano de seda (僵蠶/僵蚕) y menta (薄荷);[4] o huáng qí (黃芪/黄芪), Atractylodes macrocephala (白朮/白术), Saposhnikovia divaricata, flor de madreselva (銀花/银花), Dryopteris crassirhizoma (貫眾/贯众) y piel de mandarina seca (陳皮/陈皮);[5] o cundiamor (木鱉子/木鳖子), frutos de haritaki (訶子/诃子), gān cǎo, cardamomo (白豆蔻) y arroz ligeramente cocido (微炒大米).[6]
- Bazhen tang (en chino tradicional, 八珍湯; en chino simplificado, 八珍汤; literalmente, ‘sopa ocho tesoros’), que cuando se cocina con huevo batido se llama Bazhen danhua tang (en chino tradicional, 八珍蛋花湯; en chino simplificado, 八珍蛋花汤; literalmente, ‘sopa de huevo ocho tesoros’).[7]
- Shiquan tang (en chino tradicional, 十全湯; en chino simplificado, 十全汤; literalmente, ‘sopa completa’), conocida más frecuentemente como Shiquen dabu tang (en chino tradicional, 十全大補湯/十全大补汤; literalmente, ‘gran sopa restauradora completa’).

## Tipos

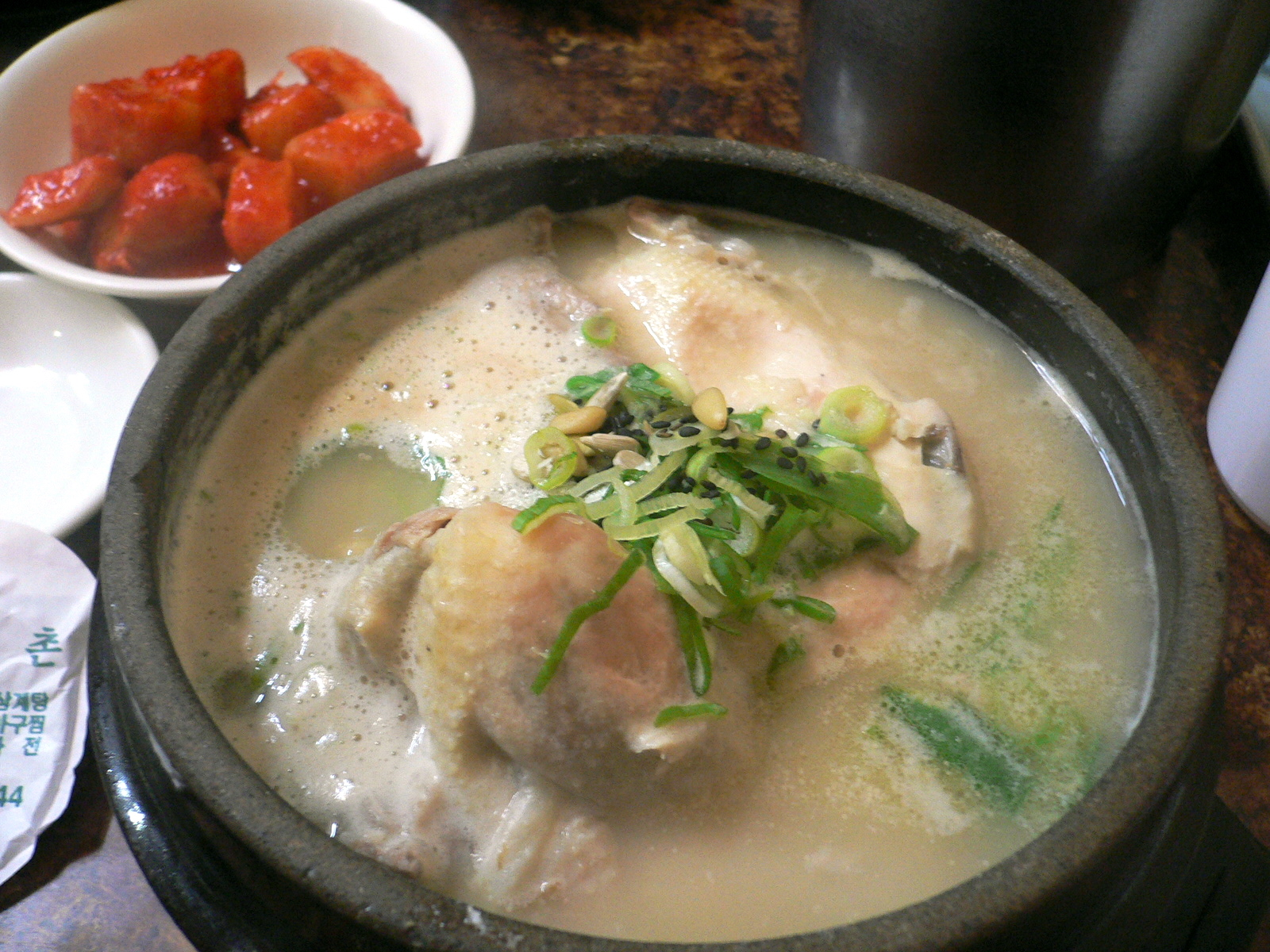
Un cuenco de samgyetang (sopa coreana de pollo y ginseng)

- Sopa de huevo, una sopa ligera china.
- Sopa de ginseng, muy popular en China y Corea. El samgyetang (pollo relleno de ginseng en caldo) se considera un plato nacional coreano.
- Barco de vapor, una sopa comunal de carne, marisco y verdura sumergidos y cocidos en caldo caliente en la mesa.
- Sopa de miso, un caldo ligero con miso. Suele servirse para desayunar en Japón, y a veces contiene tofu, champiñones, algas y cebolletas.
- Sopa de aleta de tiburón, una sopa china hecha con aleta de tiburón, carne de cangrejo y huevo que se sirve a menudo en los banquetes.

La sopa de fideos asiática consiste en un trozo grande de fideos largos servidos en un cuenco de caldo, a diferencia de la sopa de fideos occidental, que es más una sopa con fideos pequeños. La sopa de fideos asiática está dominada por los hidratos de carbono mientras la occidental está dominada por el caldo.
- Phở, sopa de fideos básica vietnamita. Su caldo se hace cociendo huesos de vaca, jengibre y especias dulces (anís estrellado, canela y clavo) durante varias horas.
- Ramen, una sopa de fideos japonesa que cuenta con varias variantes.
- Thukpa, una sopa de fideos tibetana, que es más o menos el alimento básico (junto al té con mantequilla y el tsampa).
- Udon, una sopa de fideos blandos gruesos en caldo claro. Hay muchas variedades con fideos e ingredientes diferentes.